# Hans Lipperhey

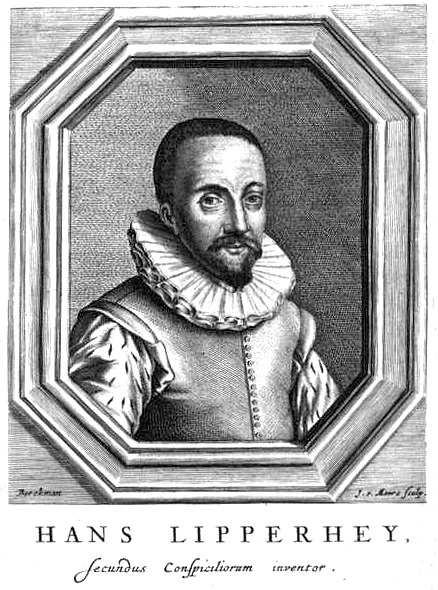
Portret van Hans Lipperhey in het boek van Pierre Borel "De vero telescopii inventore" (1655)

Hans (of Johannes) Lipperhey, (Wezel, rond 1570 – Middelburg, begraven 29 september 1619) was een Duits-Nederlandse brillenmaker en lenzenslijper.
In het Latijn werd zijn naam gespeld als Lapreius, of Laprey. Abusievelijk is Lipperhey ook wel aangeduid als Lippersein (in een boek uit 1618) of Lippershey (een fout gemaakt in een gezaghebbend Engelstalig artikel uit 1831, waardoor de foutieve spelling “Lippershey” met een ‘s’ gebruikelijk is geworden in de Engelstalige literatuur).
Lipperhey was de eerste die in september 1608 patent aanvroeg voor de uitvinding van een 'seecker instrument om verre te sien', waarmee de Hollandse kijker is bedoeld, bestaande uit een bolle en een holle lens. De aanbevelingsbrief die Lipperhey van de Gedeputeerde Staten van Zeeland meekreeg is het oudste document ter wereld waarin met zekerheid over de verrekijker wordt gesproken, al moest dat woord toen nog worden bedacht.

## Leven
Er is zo goed als niets bekend over Lipperheys leven. In 1594 woonde hij in Middelburg, waar hij in dat jaar in het huwelijk trad. In 1602 werd hij poorter van deze stad. Hij woonde in een huis tegen de abdijkerk, in de Kapoenstraat, een straat die verdween na het bombardement van Middelburg in 1940. Daar kocht hij in 1609 ook zijn buurhuis. In 1619 overleed hij, na het maken van een – bewaard gebleven – testament. In 2023 kreeg hij in Amsterdam een brug naar zich vernoemd: Hans Lipperheybrug.

## Ontdekking van de verrekijker
Middelburg, de hoofdstad van Zeeland, werd na de Val van Antwerpen in 1585 een bloeiende, dynamische, rijke en belangrijke stad. De stad kende onder ander een bloeiende glasindustrie. Het is niet zo verbazingwekkend, als het nu lijkt, dat juist hier de zogenaamde Hollandse kijker voor het eerst werd geproduceerd.
Vanaf 1581 was er een glasoven aan de Blauwedijk in Middelburg. Het was de eerste in de Noordelijke Nederlanden. De glasmeester heette Govaert van der Haeghen. Deze ondernemer maakte gebruik van Italiaanse technieken om glas te maken. De beschikbaarheid van kwalitatief helder glas is een van de redenen voor het ontstaan van de verrekijker in Middelburg.
Echter, in 1608, toen de "Hollandse kijker" werd geïntroduceerd was men op diverse plaatsen in Europa al enige tijd bezig om te zoeken naar een vergrotend instrument, waarbij doorgaans gedacht werd aan een combinatie van een holle (brand-) spiegel met een of meer lenzen. Want dat twee lenzen samen een vergrotend effect hadden was iets dat al sinds de jaren 1530 bekend was. De Zwitserse opticus Rolf Willach heeft in 2007 aannemelijk gemaakt dat het bij de doorbraak van de verrekijker in 1608 niet zozeer is gegaan om een verbetering van de voorhanden zijnde slijptechnieken, maar veeleer om de uitvinding van het diafragma. Doordat in een verrekijker het totale oppervlak van de voorste lens (het objectief) bijdraagt aan de beeldvorming en destijds alleen het midden van een lens goed geslepen kon worden, wordt het beeld in een verrekijker pas scherp als het objectief met een diafragma wordt afgedekt. Er was dus geen sprake van een langjarig proces, waarbij men er geleidelijk in slaagde de vervaardiging van lenzen steeds beter onder de knie te krijgen.

## Patentaanvraag en eerste demonstratie in Den Haag

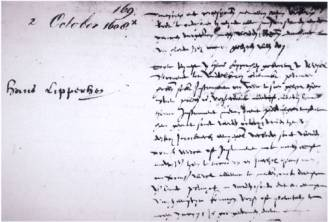
Het document waarop de patentaanvraag van Lipperhey vermeld staat.

In 1608, op 25 september vroeg hij bij het dagelijks bestuur van de Staten van Zeeland, de Gecommitteerde Raden, een introductiebrief voor de Staten Generaal van de Republiek der Zeven Verenigde Nederlanden. Tussen 2 en 6 oktober gaf Lipperhey in Den Haag op het hoofdkwartier van Graaf Maurits van Nassau een succesvolle demonstratie van zijn vinding om 'verre te zien'. Vanuit de Mauritstoren in Den Haag kon men de tijd op de kerkklok van Delft aflezen. Dit experiment is succesvol herhaald door het televisieprogramma Jekels Jacht, gepresenteerd door Diederik Jekel en uitgezonden door de NTR.  Bij deze demonstratie was een keur van diplomaten en hoge militairen aanwezig, waaronder Frederik Hendrik, de toekomstige stadhouder van de Republiek, Ambrogio Spinola, de succesvolle Italiaanse generaal in Spaanse en Brusselse dienst. Het gezelschap, bijeen gebracht in verband met de onderhandelingen voor het Twaalfjarig Bestand in de Tachtigjarige Oorlog, was direct overtuigd van het militaire nut van de vinding. Via hen raakte het nieuws van deze verrekijker verspreid door heel Europa.
Toen Lipperheys octrooiaanvraag enkele weken later gevolgd werd door een tweede aanvraag van een patent, nu van de Alkmaarse brillenmaker Jacob Metius, en toen in oktober 1608 bleek dat in Middelburg een andere 'jongman' woonde, die ook beweerde de 'conste' te bezitten om 'instrumenten te maecken om verre dingen naeby te sien', besloten de gedeputeerden van de Staten-Generaal om geen patent toe te kennen.
Wel kreeg Lipperhey de opdracht om drie binoculaire kijkers te leveren. Hij ontving daar 900 karolusguldens voor. Van dat bedrag kocht hij in 1609 zijn buurhuis, dat hij In de Dry Vare Gesichten noemde.
Al een jaar later fabriceerde Galileo, geïnspireerd door het nieuws van Lipperheys vinding, een verbeterde versie van de verrekijker. Hij deed er een aantal opzienbarende astronomische ontdekkingen mee, die hij in 1610 publiceerde in zijn Sidereus nuncius.

## Onderzoeken
De wetenschapshistoricus Cornelis de Waard (1879 - 1963) meende dat met de niet bij name genoemde ‘jongman’ de toen ongeveer twintigjarige Sacharias Jansen uit Middelburg was bedoeld. In dat vermoeden werd hij gesterkt door een getuigenis over de uitvinding, afgelegd in 1634. Dit bericht had De Waard aangetroffen in het handschrift van de Zeeuw Isaac Beeckman. Beeckman nam destijd les in het slijpen en polijsten van lenzen bij de in Middelburg werkzame lenzenslijper Johannes Sachariassen. In juni 1634 noteerde hij in zijn dagboek dat “Johannes Sacharias seght, dat syn vader den eersten verrekycker maeckte hier te lande ano 1604, naer eene van eenen ltaliaen, daerop stont: ano 90.”.
In navolging van een al in 1655 ingesteld onderzoek naar de vraag ‘wie de verrekijker had uitgevonden’, meende De Waard dat de verrekijker al in 1590 te Middelburg zou zijn uitgevonden.
Dit eerdere onderzoek uit 1655 was uitgevoerd op verzoek van de In Middelburg geboren diplomaat Willem Boreel, destijds de Nederlandse ambassadeur in Frankrijk. Door een getuigenis van de toen in Middelburg werkzame lenzenslijper Johannes Sachariassen, is toen zijn vader Sacharias Jansen postuum als de ‘eerste’ uitvinder gekenmerkt en Hans Lipperhey, slechts als tweede uitvinder. Uitgebreid archiefonderzoek heeft inmiddels echter aangetoond dat alle verifieerbare feiten uit deze verklaring onjuist zijn.
Bovendien is vast komen te staan dat Sacharias Jansen pas in 1616 brillenmaker is geworden, nadat hij het jaar tevoren de gereedschappen had verworven van Lowys Lowyssen, “geseyt Henricxen brilmakers”. Daarmee heeft Lipperhey zijn rechtmatige plaats als eerste uitvinder weer terug gekregen.

## Fictie
Een apocrief verhaal dat twee kinderen van een brillenmaker, al spelend met twee lenzen (de ene bol, de ander hol) de kijker al spelend hebben uitgevonden, eenvoudigweg door deze lenzen samen te voegen en ermee naar het haantje op de kerktoren te kijken, dateert uit de achttiende eeuw.